# وزنچیلار (متروی استانبول)
وزنچیلار (ترکی استانبولی: Vezneciler) یکی از ایستگاه‌های خط ام۲، متروی استانبول است.
این ایستگاه که در منطقه فاتح قرار دارد در سال ۲۰۱۴ تاسیس شده‌است.